# Горенци (община Дебърца)
Вижте пояснителната страница за други значения на Горенци.
Горенци (на македонска литературна норма: Горенци) е село в община Дебърца на Северна Македония.

## География
Селото е разположено на 8 километра северозападно от Охрид.

## История
В „Етнография на вилаетите Адрианопол, Монастир и Салоника“, издадена в Константинопол в 1878 година и отразяваща статистиката на населението от 1873 година, Горенци (Gorentzi) е посочено като село с 37 домакинства с 16 жители мюсюлмани и 87 българи.
Според Васил Кънчов в 90-те години Горенци чифлик има 10 къщи. Според статистиката му („Македония. Етнография и статистика“) в 1900 година Горенци е населявано от 130 жители, всички българи християни.
На Етнографската карта на Битолския вилает на Картографския институт в София от 1901 година Горенци е смесено село българи, албанци и помаци в Охридската каза на Битолския санджак с 30 къщи.
В началото на XX век цялото население на селото е под върховенството на Българската екзархия. По данни на секретаря на екзархията Димитър Мишев („La Macédoine et sa Population Chrétienne“) в 1905 година в Горенци има 160 българи екзархисти.
Църквата „Света Троица“ е изградена в 1923 година. Днешната църква е изградена в периода от 1990 до 1992 година, а е изписана в 2001 година. Иконите в църквата са дело на иконописеца Рафаил Кръстев от Лазарополе, изписани в 1923 година. Църквата „Свети Никола“ е изградена в 1990 година. Църквата „Свети Атанасий“ е изградена на основите на по-стара църква в 1988 година.
Според преброяването от 2002 година селото има 316 жители.
| Националност | Всичко |
| македонци    | 169    |
| албанци      | 145    |
| турци        | 0      |
| роми         | 0      |
| власи        | 0      |
| сърби        | 0      |
| бошняци      | 0      |
| други        | 2      |

До 2004 година селото е част от община Мешеища.

## Личности
Родни в Горенци
- Арсо Насте, българин, православен, арестуван преди април 1904 година, обвинен във „вклучване в българския комитет и бунт с цел да се наруши порядъкът“,[8] осъден от Извънредния съд на 4 година каторга, лежал в Битолския затвор, амнистиран с общата амнистия от 12 април 1904 година[9]
- Лазар Диме, българин, православен, арестуван преди април 1904 година, обвинен във „вклучване в българския комитет и бунт с цел да се наруши порядъкът“, осъден от Извънредния съд на 4 година каторга, лежал в Битолския затвор, амнистиран с общата амнистия от 12 април 1904 година[8]